# Frozen (Delain)
Frozen è il primo singolo del gruppo Symphonic/Gothic metal Delain, estratto dall'album Lucidity e pubblicato l'8 gennaio 2007. Il singolo è entrato nella top 40 dei singoli più venduti del 2007 in territorio olandese.
La traccia Deep Frozen venne successivamente inserita come bonus track nell'album Lucidity.

## Video
Il video mostra la band suonare in una villa.

## Lista tracce
1. Frozen (Single Edit) (Westerholt, Wessels) – 4:01
2. Deep Frozen (Westerholt, Wessels) – 4:42
3. Frozen (Video) – 4:13

## Formazione
- Charlotte Wessels – voce
- Ronald Landa – chitarra solista
- Ray van Lente – chitarra ritmica
- Martijn Westerholt – tastiere
- Rob van der Loo – basso
- Sander Zoer – batteria

### Altri musicisti
- Rosan van der Aa – cori
- Guus Eikens – cori
- George Oosthoek – voce death in Deep Frozen